# جامعة الشمال الخاصة
جامعة الشمال الخاصة هي جامعة خاصة مرخصة لدى مجلس التعليم العالي في إدلب سوريا، تأسست عام 2015م ويقع مقرها في مدينة سرمدا.

## مجلس أمناء الجامعة
| الاسم                | المنصب                              |
| د. محمد ديب حاج موسى | رئيس مجلس أمناء جامعة الشمال الخاصة |
| د. محمد نضال الخطيب  | عضواً بصفته رئيس جامعة الشمال الخاصة |
| د. عبادة التامر      | عضواً                                |
| د. مصطفى طالب        | عضواً                                |
| أ. عبد اللطيف طويلو  | عضواً بصفته مالك جامعة الشمال الخاصة |
| أ. رأفت عبيد         | عضواً                                |
| أ. محمد مصطفى        | عضواً                                |
| أ. حماد قنديل        | عضواً                                |
| أ. عبد الحميد السيد  | عضواً                                |

## الكليات المعاهد
تضم جامعة الشمال الخاصة الكليات التالية:
- كلية الصيدلة
- كلية الهندسة المعلوماتية
- كلية الهندسة للطاقة البديلة
- كلية العلوم الصحية بقسميها: التخدير – العلوم المخبرية
- كلية الآداب، قسم اللغة الإنجليزية
- كلية العلوم الإدارية
- كلية التربية، قسم الإرشاد النفسي.

## التصنيف العالمي
حلت جامعة الشمال الخاصة عام 2023 في المرتبة 29574 عالميًا، والمرتبة 40 محليًا، حسب ترتيب ويبوميتركس لجامعات العالم.
حصلت جامعة الشمال الخاصةعام ٢٠٢٥ على التصنيف H+ من قاعدة بيانات anabin الألمانية 

## صور من جامعة الشمال الخاصة

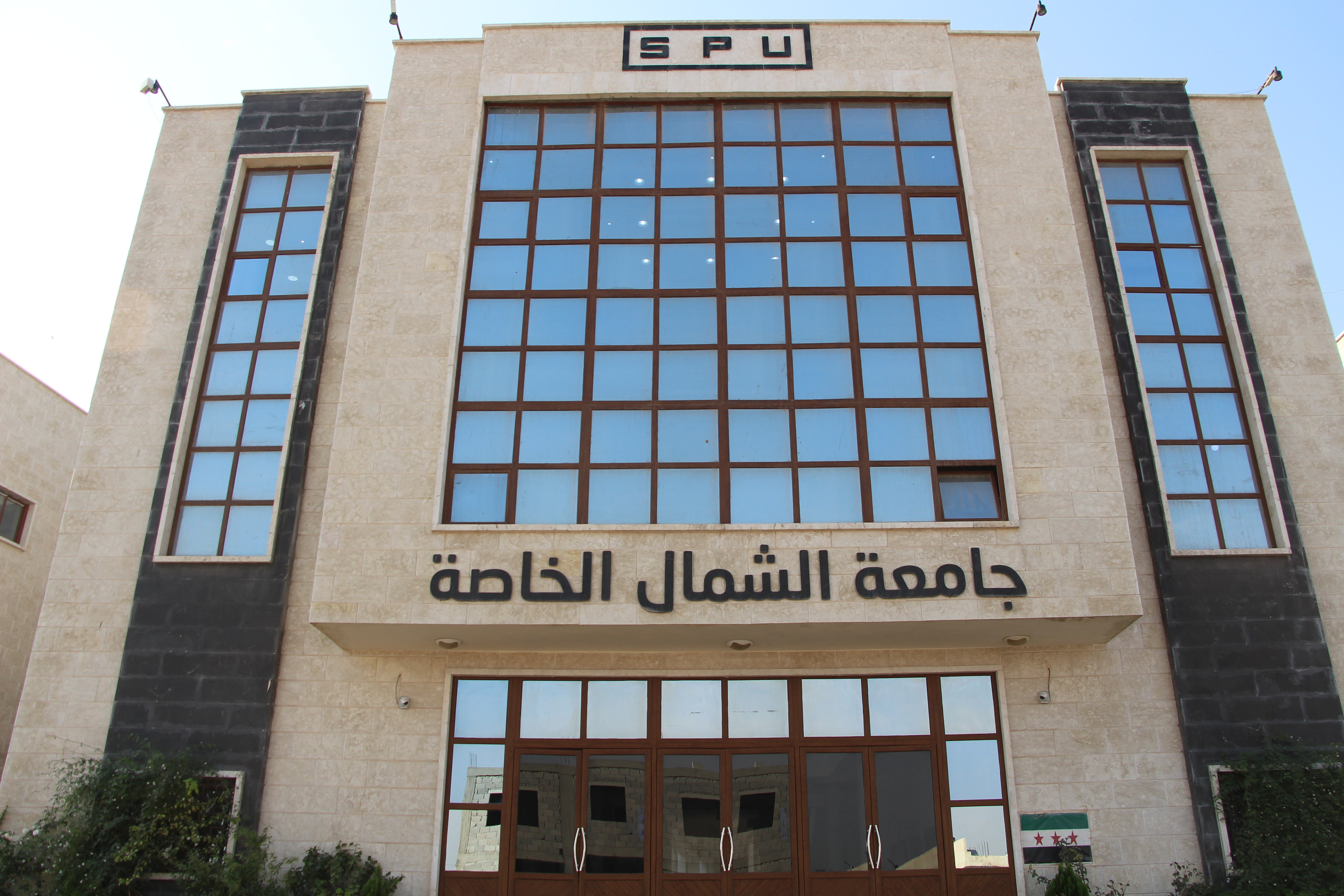

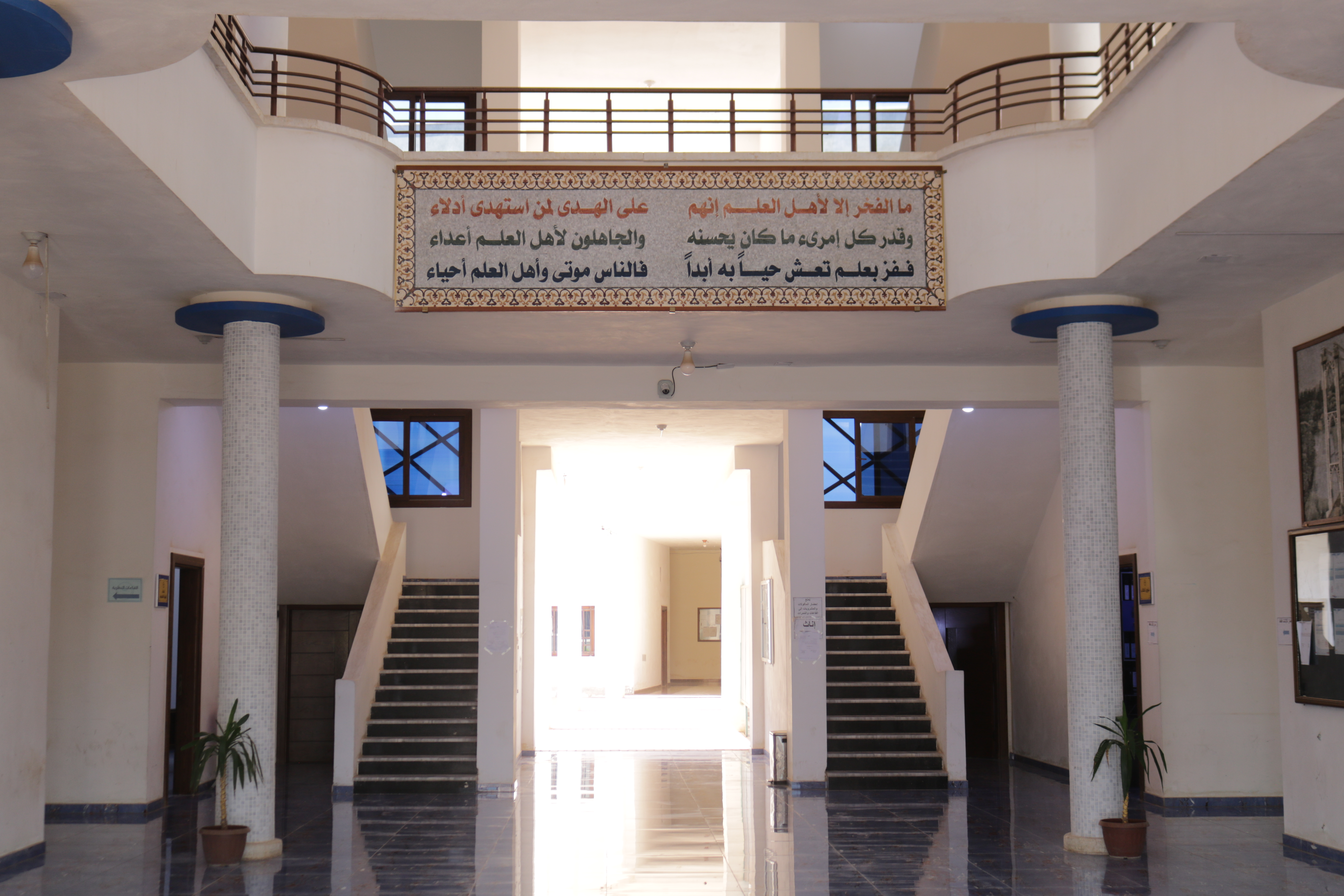

## وصلات خارجية
- الموقع الرسمي